# Олджай Гюльсен
Олджай Гюльсен (20 липня 1980, Ваалвейк) — нідерландська програмістка, модельєрка і підприємиця.

## Біографія
Олджай Гюльсен народилася у Ваалвейку у багатодітній родині курдів  з району Ельбістан провінції Кахраманмараш (Туреччина). Її батько хворів на шизофренію і був жорстоким. Олджай вивчала кадрову політику та трудові відносини, після чого переїхала до Амстердама та кілька місяців працювала стюардесою в авіакомпанії Transavia.

### Підприємницька діяльність
У 2002 році у 21 рік вона заснувала компанію з підбору персоналу для швейної промисловості. Гюльсен почала імпортувати одяг від брендів. Під час тижня моди у 2004 році дівчина познайомилася з власником бренду одягу SuperTrash й заснувала власний кооператив. У 2009 році Гюльсен стала власником бренду SuperTrash. Станом на 2010 рік одяг продається у двадцяти чотирьох країнах. У 2009 році компанія Philips запропонувала Гюльсен стати обличчям нової кампанії.
У 2010 році Олджай Гюльсен заснувала власний фонд "Jay4chance", за допомогою якого хотіла допомагати молодим підприємцям. У 2016 році Гюльсен відійшла від керівництва SuperTrash і продовжила роботу в модному бренді, який вона заснувала: "ST", "Студія". Однак цей бренд був збитковим. Тоді вона внесла необхідні зміни в організаційну структуру.
У 2017 році компанія зіткнулася з фінансовими проблемами. Компанію вдалося врятувати капітальним вливанням у кілька мільйонів євро. У лютому 2018 року вона пішла з посади генерального директора. У березні 2018 року всі підрозділи збанкрутували. За іронією долі, незадовго до банкрутства вона опублікувала книгу під назвою " Як сміливо дістатися до вершини з нічого". У 2019 році Гюльсен заснувала компанію з виробництва косметики.

### Телевізійна діяльність
У 2013 році Олджай стала суддею програми TLC Ultimate Shopper. З квітня 2014 по червень 2015 року вела програму Werk aan de Winke У червні 2014 року була одним із постійних експертів різноманітного стилю життя в розважальній програмі "RTL Boulevard". З 2017 року також є одним із постійних репортерів.
Гюльсен також зіграла кілька епізодичних ролей у кіно, у тому числі - в американській мильній опері "«Смілива та прекрасна»".
У травні 2019 року було оголошено, що Гюльсен переходить в іншу телевізійну мережу.
У березні 2020 року Олджай запустила власний 6-серійний документальний серіал   про домашнє насильство. Вона хоче обговорити проблему домашнього насильства через свою особисту історію.
- Хороший мозок (2017)
- Знаменитість Stand Up (2017)
- Хто такий кріт? (2018)
- Tattoo Trippers (2018)
- Паркан дамби (2020)
- Код ван Коппенса: Помста бельгійців (2021), дует з Руудом де Вільдом
- Вторгнення до Бельгії (2022)
- Сезон полювання (2022), дует з Руудом де Вільдом
- Співак у масці (2022), дует з Руудом де Вільдом
- Зубний біль (2023), команда справа

## Нагороди
- 2008 рік — найкращий модний підприємець року

## Співпраця
- 2009: Гюльсен стає обличчям нової кавомашини Philips Senseo[15]
- 2010: SuperTrash виготовляє спеціальне видання Dutch Dress для Баварії[16]
- 2010: Гюльсен стає обличчям Samsung[17]
- 2012: SuperTrash виготовляє сукню для чемпіонату Європи
- 2013: SuperTrash шиє сукню на честь 25-річчя паризького Діснейленду
- 2013: Гюльсен стає послом першого Всесвітнього тижня дитячої моди в Лондоні
- 2013: Гюльсен стає послом міжнародного некомерційного фонду Challenge Day

Gulsen had van 2009 tot 2012 een relatie met voetballer Edgar Davids. Sinds 2019 had ze een relatie met radio-dj Ruud de Wild, die ze in 2023 beëindigden.